# 치즈 스틱

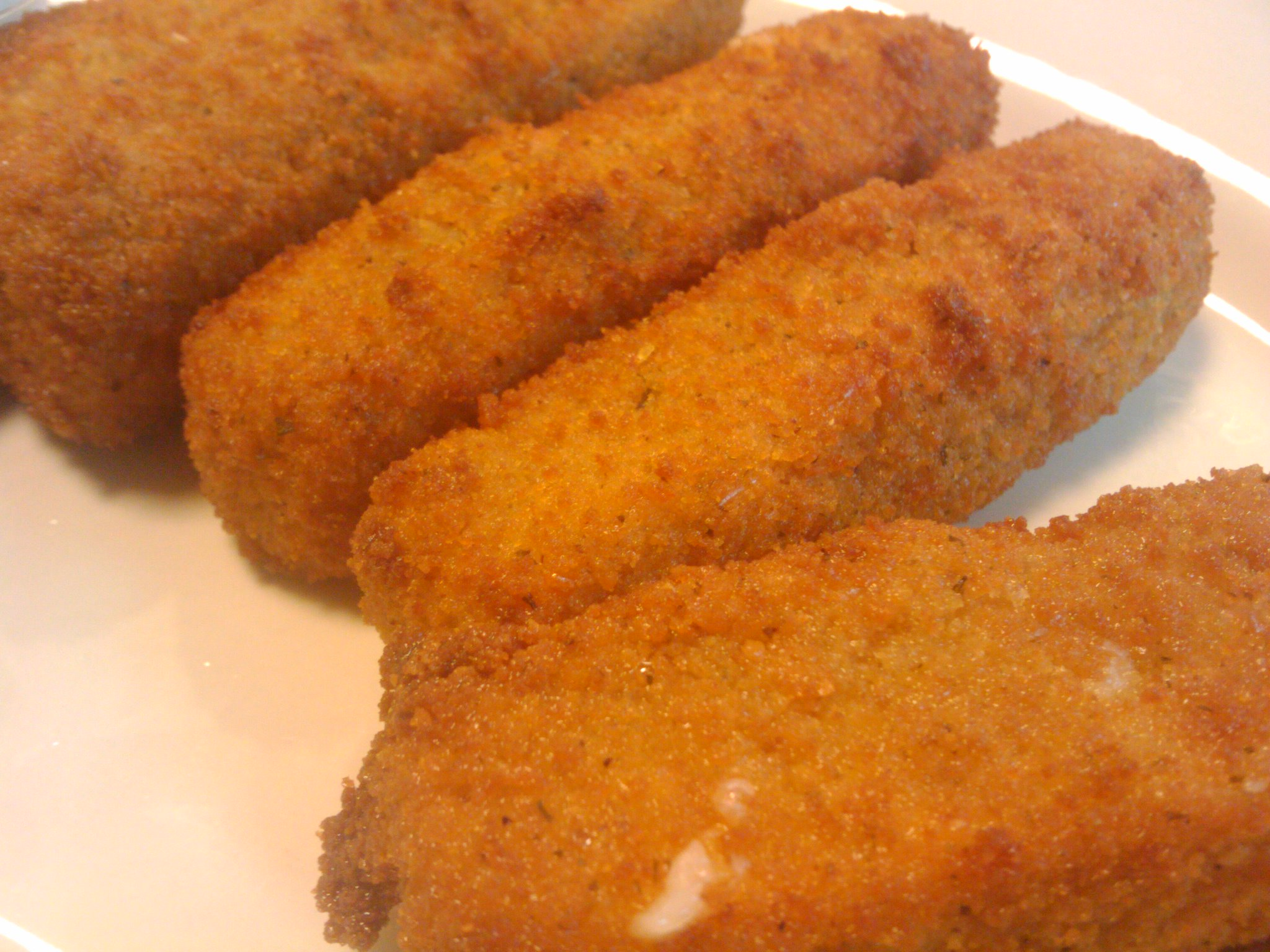
페퍼 잭 치즈 스틱

치즈 스틱(cheese+stick)은 치즈에 튀김옷을 입혀 튀겨낸 것이다. 모차렐라 치즈를 사용한 모차렐라 스틱이 대표적이다. 패스트푸드 점포나 냉동 식품으로서의 소비가 많고, 레스토랑 등에서 버펄로 윙, 나초와 함께 전채로 많이 내놓는 음식이다. 보통 모차렐라로 만들지만, 체더 치즈, 카망베르 치즈 등을 사용하기도 한다.
흔히 케첩을 찍어 먹는데 바비큐 소스, 머스타드 소스, 드레싱을 찍어 먹기도 한다.
햄버거집(맘스터치, 롯데리아, 버거킹)에서 사이드 메뉴로 나온다.

## 같이 보기
- 생선 스틱